# 悼公 (甘)
悼公（とうこう、? - 紀元前530年）は、春秋時代の甘の君主。姓は姫、氏は甘、名は過。
魯の襄公30年（紀元前543年）5月癸巳、周の霊王の崩御後、尹の尹言多・劉の定公・単の献公・甘の甘過・鞏の簡公は儋括（霊王の弟の儋季の子）を支持した王子佞夫（霊王の子）を殺した。書曰く「天王（景王）は弟の佞夫を殺した」。
魯の昭公12年（紀元前530年）10月、甘の簡公が無子のため、弟の甘過を立てた（悼公）。悼公は成公・景公の族人を殺そうとした。成公・景公の族人は劉の献公を買収し、悼公を殺害した。成公の孫の甘鰍を立てた（平公）。